# Lost Masterpieces of Pornography
Pour plus de détails, voir Fiche technique et Distribution.
Lost Masterpieces of Pornography est un court métrage de David Mamet sorti en 2010 et mettant en scène Kristen Bell.

## Fiche technique
- Titre original : Lost Masterpieces of Pornography
- Réalisation : David Mamet
- Société de production : Funny or Die
- Date de sortie :
  - États-Unis : 3 juin 2010, inédit en  France

## Distribution
- Kristen Bell : June Crenshaw
- Ricky Jay : le narrateur
- Ed O'Neill : le juge
- Bob Jennings